# Свети Никола (Радожда)
Вижте пояснителната страница за други значения на Свети Никола.
„Свети Никола“ (на македонска литературна норма: „Свети Никола“), е възрожденска църква в стружкото село Радожда, Северна Македония. Църквата е част от Стружкото архиерейско наместничество на Дебърско-Кичевската епархия на Македонската православна църква – Охридска архиепископия.
Иконите в църквата в са дело на Йосиф Мажовски, Исая Мажовски и Иван Мажовски.
През нощта на 12 срещу 13 ноември 2011 година от храма са откраднати 12 ценни икони и един сребърен кръст с подложка.